# Jan Rzepa
Jan Rzepa (ur. 14 czerwca 1899 w Cmachowo, zm. 23 marca 2005 we Wronkach) – porucznik Wojska Polskiego, najdłużej żyjący uczestnik powstania wielkopolskiego.

## Życiorys
W czasie I wojny światowej walczył w szeregach armii niemieckiej. Został ranny w bitwie pod Verdun. Podczas powstania wielkopolskiego brał udział w zdobyciu stacji kolejowej w Miałach koło Wronek. Po zwycięstwie powstania brał udział w wojnie polsko-bolszewickiej. Lata międzywojenne spędził w Pożarowie i Wartosławiu.
W 1939 brał udział w wojnie obronnej w szeregach Armii „Poznań”, trafił do obozu jenieckiego, spędził pewien czas na przymusowych robotach. Po 1945 mieszkał i pracował w Poznaniu, a od 1959 we Wronkach; był zatrudniony w przedsiębiorstwie gospodarki komunalnej.
W czerwcu 2001 został awansowany przez prezydenta Aleksandra Kwaśniewskiego do stopnia porucznika i obdarowany pamiątkową szablą oficerską. Wielokrotnie brał udział w obchodach jubileuszowych związanych z powstaniem wielkopolskim, m.in. w 2000 w uroczystościach nadania imienia powstańców Zespołowi Szkół Zawodowych nr 1 we Wronkach. Przez ostatnie pół roku życia był ostatnim znanym żyjącym uczestnikiem walk powstańczych.

## Upamiętnienie
25 marca 2005 za wybitne zasługi dla niepodległości Rzeczypospolitej Polskiej, za działalność społeczną został pośmiertnie odznaczony Krzyżem Oficerskim Orderu Odrodzenia Polski.
Z dniem 24 kwietnia 2010 imię por. Jana Rzepy przyjął batalion dowodzenia 17 Brygady Zmechanizowanej w Międzyrzeczu.

## Życie prywatne
Miał czworo dzieci (z czego dwoje zmarło za jego życia). Doczekał się 18 wnuków, 35 prawnuków i 3 praprawnuków. Jego wnukiem jest polityk Jarosław Rzepa.